# Darla
Darla (1975–1992) era una Bichon Frisé coneguda pel seu paper com a Precious al thriller de 1991 El silenci dels anyells, que va guanyar els Cinc Grans Premis de l'Acadèmia. Darla també va aparèixer en diverses altres pel·lícules, inclosa Batman Returns (1992).

## Carrera i popularitat
La Darla va començar la seva carrera a la pel·lícula de 1985 Pee-wee's Big Adventure com a Pink Poodle i més tard va aparèixer a la pel·lícula de 1989 The 'Burbs, protagonitzada per Tom Hanks. El seu paper més destacat va ser el de Precious a la pel·lícula de 1991 El silenci dels anyells. L'èxit de la pel·lícula va convertir la Darla en una icona de culte i es va convertir en el tema d'una pàgina de fans de Facebook titulada "Precious". El seu paper final va ser a la pel·lícula de 1992 Batman Returns, on va interpretar Ratty Poodle.
A El silenci dels anyells, la següent cita famosa de l'assassí en sèrie Buffalo Bill (Ted Levine) està puntuada per un lladruc de Precious, a qui sosté en braços: "Frega't la loció a la pell o si no, torna a agafar la mànega!". Aquesta escena demostra que, malgrat el seu absolut menyspreu per la vida humana, Bill realment es preocupava pel gosset. Això ho demostra encara més el llit per a gossos que hi ha al costat de la seva màquina de cosir. Més endavant a la pel·lícula, la següent víctima prevista de Buffalo Bill, Catherine, aconsegueix atraure Precious al pou sec on està captiva. Això atura Buffalo Bill prou temps perquè arribi ajuda. El gos es torna a veure després de la prova, encara sostingut per Catherine mentre la posen en una ambulància.
A Batman Returns, Darla fa la seva última aparició cinematogràfica, acreditada com a "Ratty Poodle". Tanmateix, el seu pelatge va ser maltractat intencionadament per al paper, fent-la gairebé impossible de reconèixer. En una escena, el Pingüí i la seva tripulació s'enfronten a Batman. Un membre de la tripulació, una dona rossa vestida amb roba de l'època victoriana, porta la Darla. En aquesta pel·lícula, Darla és retratada com una molèstia important per a Batman. Corre per atrapar el Batarang automàtic de Batman, que els seus enemics utilitzen per intentar incriminar-lo per l'assassinat de la Princesa de Gel, frustrant així el pla del Pingüí.

## Vida i llegat
La Darla va treballar amb l'entrenadora Christie Miele a El silenci dels anyells. Segons Miele, el "gran interès" de la Darla era robar mitjons. Era molt intel·ligent i li encantava estar envoltada de gent. Com s'assenyala a Comic Book Resources, "Tot i que molts no recordaran l'impacte de la Darla en aquestes pel·lícules, no es pot negar que les seves habilitats com a actriu han unit dues pel·lícules excel·lents i han demostrat que era una de les millors gosses del seu temps".
Darla es va retirar a Thousand Oaks, Califòrnia, el 1992 i va morir més tard aquell mateix any, als 16 o 17 anys.
A la sèrie de televisió Clarice, la seqüela del 2021, el paper de Precious va ser assumit per un Bichon Frisé anomenat Kendall.

## Filmografia
- La gran aventura de Pee-wee (1985) com a Caniche Rosa
- Coming to America (1988) com a Dottie
- Els suburbis (1989) com a Queenie
- El silenci dels anyells (1991) com a Precious
- Batman Returns (1992) com a Ratty Poodle

## Televisió
- Coach (1990) com a Caniche de Watkin
- Eerie, Indiana (1991) com a Fifi